# 鄭公山
鄭公山（越南语：／?，1939年2月28日—2001年4月1日），是越南现代音乐作曲家。在他的音乐生涯中，他创作了600多首歌曲，其中多为情歌与反战歌。因为创作反战主题，他的音乐曾一度遭到南越政权以及后来的越南社会主义共和国的限制和禁播。美国音乐人琼·贝兹將他譽為「越南的鲍勃·迪伦」。除了作曲以外，他還創作过繪畫、詩文等。
鄭公山終其一生仍然獨身。经常與他合作的音樂夥伴有两位歌手，其一是慶離（Khánh Ly），另一位是紅絨（Hồng Nhung）。
1975年越南南北统一，鄭公山在家人逃往北美後被越南社会主义共和国政府判处劳动改造。但是最後越南當局與高層帶著鮮花向他表示敬意。
2001年4月1日，鄭公山因病去世於胡志明市的一所醫院，享年62歲。

## 生平
鄭公山原籍承天府香茶縣永治總明鄉社（今承天順化省香茶市社香榮社明鄉村），出生于西原得勒省邦美蜀樂交社（今邦美蜀統一坊），4歲时隨父母移居順化市，在順化長大。